# حمزة علي (مهندس)
حمزة علي (ولد 1967 م) مهندس مدني وسياسي سوري، شغلَ منصب وزير الأشغال العامَّة والإسكان في حكومة محمد غازي الجلالي، من 23 سبتمبر 2024 إلى 10 ديسمبر 2024، بعد يومين من سقوط نظام الأسد.

## سيرته
ولد حمزة علي عام 1967، حصل على إجازة في الهندسة المدنية من جامعة حمص (جامعة البعث سابقًا) عام 1990، وعلى شهادة (دكتوراه) في إدارة المشاريع من جامعة القاهرة عام 1997.عمل رئيسًا لقسم الإدارة الهندسية في كلية الهندسة المدنية بجامعة حمص، ونائبًا لعميد الكلية ،وعضوًا في برنامج تطوير قطاع التعليم العالي.
له عدد من الكتب والأبحاث العلمية المنشورة.